# Hey Jupiter
Hey Jupiter è una canzone scritta ed interpretata dalla cantante statunitense Tori Amos, pubblicata come quarto singolo estratto dal suo album Boys for Pele nel 1996.
Il singolo è stato pubblicato nel Regno Unito come doppio CD singolo e successivamente negli Stati Uniti in formato EP contenente una versione remixata del brano e 4 tracce inedite registrate dal vivo durante il Dew Drop Inn Tour del 1996 tra cui la personale interpretazione di Somewhere Over the Rainbow brano in origine scritto per la colonna sonora de Il Mago di Oz, è stato il secondo EP pubblicato dall'artista dopo Crucify del 1992. È stata edita in Australia un'edizione in formato doppio CD singolo con una differente selezione di brani.

## Tracce
Tutti i brani sono stati scritti da Tori Amos tranne dove indicato

### Edizione EP (Stati Uniti)
1. Hey Jupiter (The Dakota Version) - 6:03
2. Sugar (Live) - 5:43
3. Honey (Live) - 4:19
4. Professional Widow (Merry Widow Version) (Live) - 4:38
5. Somewhere Over the Rainbow (Live) (Harold Arlen/E.Y. Harburg) - 4:31

### Edizione doppio CD single (UK)
1. Hey Jupiter (The Dakota Version) - 6:03
2. Professional Widow (Armand's Star Trunk Funkin' Mix) (Radio Edit) 	3:45
3. Sugar (Live) - 5:43
4. Professional Widow (Merry Widow Version) (Live) - 4:38

### Edizione australiana
1. Hey Jupiter (The Dakota Version) - 6:03
2. Professional Widow (Armand's Star Trunk Funkin' Mix) (Radio Edit)) - 3:45
3. Sugar (Live) - 5:43
4. Honey (Live) - 4:19